# 第百八十号哨戒特務艇
第百八十号哨戒特務艇（だいひゃくはちじゅうごうしょうかいとくむてい）は、日本海軍の未成特務艇（哨戒特務艇）。第一号型哨戒特務艇の73番艇。

## 艇歴
マル戦計画の特務艇、第2121号艦型の180番艇、仮称艦名第2300号艦として計画。1944年11月5日、第百八十号哨戒特務艇と命名されて第一号型哨戒特務艇の67番艇に定められ、本籍を佐世保鎮守府と仮定。1945年7月11日、株式会社自念造船鉄工所で進水。
終戦時未成。8月17日、工事中止が発令され船体工程90%で工事中止。戦後は自念造船鉄工所で放置された。
1947年2月1日、行動不能艦艇（特）に定められる。11月22日、在東京アメリカ極東海軍司令部から日本に対し、本艇の解体が指令された。